# Elephantomyia angustissima
Elephantomyia angustissima är en tvåvingeart som beskrevs av Alexander 1931. Elephantomyia angustissima ingår i släktet Elephantomyia och familjen småharkrankar. Inga underarter finns listade i Catalogue of Life.